# 帕維亞省
帕維亞省 （義大利語：Provincia di Pavia）是意大利倫巴第大區的一個省。面積2,965平方公里，2015年人口数量为548,722人。首府帕維亞。
下分186市鎮。